# 1410 в Україні

## Події
- Митрополит Київський Фотій покинув Київ і подався в Москву.

## Засновані, зведені
- 10 березня датується перша писемна згадка про містечко Борки — тепер Великі Бірки [1]
- Іванів (Калинівський район)
- Махнівка (Козятинський район)
- Сойми
- Чома
- Шацьк
- Шкнева